# Волманга
Волманга — река в Кировской области России, правый приток Моломы (бассейн Волги). Устье реки находится в 305 км по правому берегу реки Молома. Длина реки составляет 95 км. Площадь водосборного бассейна — 1300 км².

## Течение

Бассейн Вятки

Исток реки находится в ненаселённом заболоченном лесном массиве в 52 км к северо-западу от посёлка Даровской близ границы с Костромской областью. Исток реки находится рядом с истоком реки Ирдом, здесь проходит водораздел бассейнов Ветлуги и Вятки. Генеральное направление течения — север.
В верхнем течении течёт по ненаселённому лесу, в среднем протекает посёлок Верхняя Волманга, где в неё впадает слева крупнейший приток — река Белая. Ниже вплоть до устья вновь течёт по лесному массиву, населённых пунктов на берегах нет.
Река впадает в Молому в месте, где последняя делает большую петлю. Выше устья Волманги стоит село Молома, ниже — деревни Нижняя Волманга и Поставленная Вновь (все — Моломское сельское поселение). Ширина реки около устья 20-30 метров.

## Притоки
По порядку от устья к истоку:
- 2 км: река Поникаровка (лв)
- река Берёзовка (лв)
- река Адамовка (пр)
- река Молебница (лв)
- река Бладыня (пр)
- 20 км: река Мутница (лв)
- 21 км: река Песьянка (пр)
- 23 км: река Заячья (лв)
- река Кривуша (лв)
- 34 км: река Чернуша (пр)
- река Лебединка (пр)
- 51 км: река Стеновая (пр)
- 52 км: река Белая (лв)
- река Ракитница (пр)
- 65 км: река без названия, лв
- река Каменка (пр)
- 69 км: река Даровая (пр)
- река Песчаная (лв)
- 78 км: река Осиновка (пр)
- 80 км: река Хмелёвка (лв)

## Данные водного реестра
По данным государственного водного реестра России относится к Камскому бассейновому округу, водохозяйственный участок реки — Вятка от города Киров до города Котельнич, речной подбассейн реки — Вятка. Речной бассейн реки — Кама.
Код объекта в государственном водном реестре — 10010300312111100035140.